# (13406) Секора
(13406) Секора (чеш. Sekora) — астероид главного пояса, который был открыт 2 октября 1999 года чешским астрономом Ленкой Котковой в обсерватории Ондржеёв и назван в честь чешского художника-иллюстратора, писателя, журналиста, энтомолога и спортивного деятеля Ондржея Секоры.

Орбита астероида Секора и его положение в Солнечной системе